# آمنی هتلز
آمنی هتلز (به انگلیسی: Omni Hotels) یکی از شرکت‌های بزرگ هتلداری در آمریکا می‌باشد.
مرکز این شرکت در شهر حومه دالاس در تگزاس است.
آمنی هتلز ۴۳ هتل ۵ ستاره در آمریکای شمالی دارد.